# Dimsdale (Schiff)
Das Segelschiff Dimsdale wurde 1890 von der Werft Chas. J. Bigger in Londonderry gebaut und im Dezember 1890 an J. Henry Iredale & Co. in Liverpool geliefert.

## Geschichte
Das Vollschiff hatte, als es gebaut wurde, vermutlich eine Gaffeltakelung und bekam erst später Rahsegel. Im Jahr 1893 wurde es an C. & G. Jamieson in Liverpool verkauft und 1894 an P. Iredale weiterveräußert mit demselben Heimathafen.

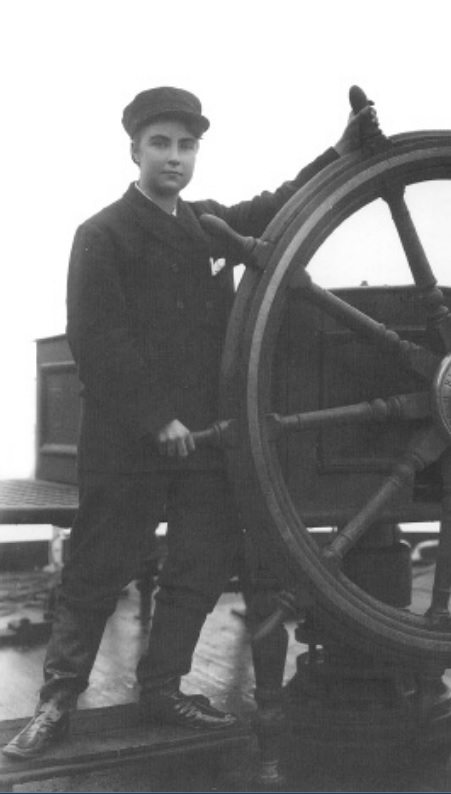
Die Tochter des Skippers als Matrose am Ruder der Dimsdale

Die Dimsdale  wurde unter anderem durch die Tochter des Skippers Rother bekannt, die sich von Wilhelm Hester an der Westküste der USA als Matrose gekleidet am Steuerrad des Schiffes fotografieren ließ. Ob das Bild einen Jungen oder ein Mädchen zeigt, löste im Laufe der Jahre einige Diskussionen aus.
Die Dimsdale wurde in der Presse Das Schiff, das einen Leuchtturm versenkte (“The ship that sank a lighthouse”) genannt, nachdem sie am 17. November 1912 vor Port Adelaide mit dem Leuchtturm Wonga Shoal kollidiert war. Der 1901 erbaute Leuchtturm stand auf der großen Sandbank Semaphore. Die beiden Leuchtturmwärter Henry Franson und Charles McGowan kamen bei dem Unglück ums Leben. Kapitän John Jones, der Kapitän der Dimsdale, wurde wegen Mordes an dem Leuchtturmwärter Henry Franson angeklagt. Der Kapitän plädierte auf nicht schuldig. Nach fünf Untersuchungen, die sich über ein Jahr hinweg zogen, wurde der Kapitän 1913 von den Strafgerichten von Südaustralien für nicht schuldig befunden.
1913 wurde die Dimsdale an die Entreprises Maritimes Belges (E. Deckers & Co.), Antwerpen, verkauft und erhielt dort den belgisch-kongolesischen Namen Kwango. Unter belgischer Flagge machte sie eine Reise nach Valparaíso und Antofagasta und segelte zurück nach London.
Am 16. März 1915 wurde sie für 5250 Pfund an die Transatlantic Motor Ship Co (Disponent Christoffer Hannevig) in Kristiania (später Oslo), Norwegen, verkauft. Sie lief am 12. Dezember 1915 mit Holz beladen auf einer Reise von Rimousky nach Buenos Aires in der Nähe der Magdalenen-Inseln im Sankt-Lorenz-Golf auf Grund.